# Olof Mörck
Olof Mörck (ur. 12 grudnia 1981 w Göteborgu) – szwedzki muzyk i kompozytor, multiinstrumentalista. Olof Mörck znany jest, prawdopodobnie przede wszystkim z występów w zespole Amaranthe, którego był współzałożycielem. Od 2000 roku jest także członkiem power metalowej formacji Dragonland. W latach 2009–2013 był członkiem greckiego zespołu death metalowego Nightrage.
Muzyk jest endorserem instrumentów firmy Caparison.

## Dyskografia
- Nightrage – A New Disease Is Born (2007, Lifeforce Records, gościnnie)
- Dreamland – Eye for an Eye (2007, Dockyard 1 Records, gościnnie)
- Dignity – Project Destiny (2008, Napalm Records, gościnnie)
- Lord – Set in Stone (2009, Dominus Records, gościnnie)
- Disarmonia Mundi – The Isolation Game (2009, Coroner Records, gościnnie)
- Nightrage – Insidious (2009, Lifeforce Records)[6]
- Universum – Mortuus Machina (2010, Riot! Entertainment, gościnnie)
- Nightrage – Wearing a Martyr's Crown (2011, Lifeforce Records)[7]
- Destruction - Day of Reckoning (2011, Nuclear Blast, gościnnie)
- Dragonland – Under the Grey Banner (2011, AFM Records)
- Icon in Me – Head Break Solution (2011, Goomba Music, gościnnie)